# Cade
Cade ili Cadi (צדי) je 18. slovo hebrejskog pisma i ima brojčanu vrijednost od 90. Izgovor slova je u modernom hebrejskom jeziku skoro isti kao C u Cavtat. 
Ako je slovo na kraju riječi onda se njega naziva kao „Cade-Sofit“ (Cade na kraju riječi) i ima kao zadnje slovo drugi oblik. Taj oblik se ponekad koristi i za broj 900.

## Povijest
Cade je jedino hebrejsko slovo koje ne odgovara povijesno nijednom slovo grčkog i latinskog pisma. Samo grčki brojčani znak Sampi ima povijesnu povezanosti sa slovom Cade. 

## Primjeri
- ציון (tzijon): Sion, jeruzalemski brežuljak
- צפת (tzefat): Safed, grad u Galileji
- מפרץ (mifratz) = uvala

## Šifra znaka
|                         | Unikod | Unikod                    | HTML     | HTML | izgled ovisi o pregledniku | poveznice (engl.)                |
| k. točka                | naziv  | kod                       | entitet  |      | izgled ovisi o pregledniku | poveznice (engl.)                |
| ----------------------- | ------ | ------------------------- | -------- | ---- | -------------------------- | -------------------------------- |
| slovo צ                 | U+05e6 | HEBREW LETTER TSADI       | &#x05e6; | nema | צ                          | detaljni podaci test preglednika |
| slovo na kraju riječi ץ | U+05e5 | HEBREW LETTER FINAL TSADI | &#x05e5; | nema | ץ                          | detaljni podaci test preglednika |

U standardu ISO 8859-8 simbol ima kod 0xf6 tj. 0xf5.